# ベルムード2世
ベルムード2世 （Bermudo II de León、Vermudo IIとも。948/53年 - 999年）は、レオン王（在位：984年 - 999年）。痛風王（el Gotoso）と呼ばれた。

## 生涯
オルドーニョ3世の子として生まれた。982年、ラミロ3世に対抗するガリシア・ポルトガル貴族に推されてベルムードは自ら王位についた。この王位簒奪は、950年代に始まった王位継承危機の延長として見られている。簒奪の時のベルムード派は、ゴンサロ・メネンデスが束ね、ラミロ3世派はロドリーゴ・ベラスケスが率いていた。982年、ベルムードはサンティアゴ・デ・コンポステーラ大聖堂で戴冠式を行った。彼の戴冠には2つの教会内の派閥対立がからんでいた。当時のサンティアゴ司教はベラスケスの子ペラーヨであり、モンドニェード司教アリアス・ペラアスとともにそれぞれセラノーバやサン・マルティン・デ・ラリンの修道院へ追放されていた。
地方からのベルムードに対する支持は限られており、彼はコルドバのカリフからの保護を必要としていた。彼の治世の当初、カスティーリャははるかに不安定であった。そしてアル・マンスール率いるコルドバからの遠征隊は同盟としてではなく、征服軍としてやってきた。991年から992年、ベルムードはレオンの上級貴族の反乱によって国を追放された。しかし彼はすぐに復活して、反乱派と和解した。
ベルムードは最終的にイスラム教徒からサモーラを奪還した。しかし987年までイスラム教徒を完全に追い出すことはできなかった。このことがアル・マンスールの報復のきっかけとなり、彼はコインブラのまちを破壊した。コインブラを包囲した後、レオンが略奪され、ベルムードはサモーラへ逃げた。イスラム軍は侵略を続け、996年にアストルガを攻略、997年にはサンティアゴを襲った。
999年、ベルムードはわずらっていた痛風に苦しむようになり、乗馬も不可能になった。イベリア半島北西部のキリスト教徒の軍事指導者である彼は、その後担架に乗って旅をした。彼は999年にビリャヌエバ・デル・ビエルソで死んだ。最初カラセード修道院に埋葬されたが、後にレオン大聖堂に移された。

## 子女
最初の妻ベラスキタ・ラミレスとの間に一女をもうけた。
- クリスティーナ（982年頃 - 1051/67年） - ラミロ3世の王子オルドーニョ・ラミレスと結婚

2度目の妻エルビラ（カスティーリャ伯ガルシア・フェルナンデスの子）との間には、3子をもうけた。
- アルフォンソ5世（994年頃 - 1028年） - レオン王（999年 - 1028年）
- テレサ
- サンチャ